# 青山 (盛岡市)
青山（あおやま）は、岩手県盛岡市の地名。現行行政地名は青山一丁目から青山四丁目。住居表示実施済み区域。郵便番号は020-0133。

## 地理
岩手県盛岡市南西部に位置する。
域内は住宅地や商業地、工場などが混在している。町内を東北新幹線が通過する他、IGRいわて銀河鉄道いわて銀河鉄道線が通過し、青山二丁目に青山駅が設置されている。

## 歴史
1940年(昭和15年)1月1日の盛岡市への編入前は岩手郡厨川村の一部。第二次世界大戦後、大陸各地からの引揚者が下厨川にあった騎兵旅団、工兵大隊の兵舎に住みはじめ、「人間到る処青山あり」にちなみ青山寮と称し、1946年(昭和21年)に通称としての青山町ができた。1947年(昭和22年)には樺太からの引揚者が米軍の旧兵舎に住みはじめ、岩鷲寮と称した。1958年(昭和33年)に青山一丁目、二丁目が、1960年(昭和35年)に青山三丁目、四丁目が成立した。1969年(昭和44年)には、盛岡市下厨川、下厨川馬頭、下厨川小屋塚頭の各一部を加え、現在の町域となった。なお、現在の青山の範囲は、元の盛岡市下厨川、下厨川馬頭、下厨川長畑、下厨川小屋塚頭の各一部にあたる。

### 由来
青山寮から採られた町名だが、青山寮の由来は、「人間到る処青山あり」のことわざから。

## 世帯数と人口
2023年（令和5年）11月30日現在の世帯数と人口は以下の通りである。
| 大字・丁目 | 世帯数  | 人口    |
| ---------- | ------- | ------- |
| 青山一丁目 | 585世帯 | 1,173人 |
| 青山二丁目 | 432世帯 | 771人   |
| 青山三丁目 | 893世帯 | 1,669人 |
| 青山四丁目 | 643世帯 | 1,943人 |

## 交通

### 鉄道
IGRいわて銀河鉄道いわて銀河鉄道線の青山駅が青山二丁目に設置されている。

### 道路
- 岩手県道223号盛岡滝沢線

## 施設

### 公共
- 盛岡市役所青山支所
- 岩手県営体育館
- 岩手県勤労身体障がい者体育館

### 医療
- 独立行政法人国立病院機構 盛岡医療センター

### 警察・消防
- 盛岡西警察署
- 盛岡西消防署

### 教育・保育
- 青山保育園
- 盛岡市立青山小学校
- 盛岡市立厨川中学校
- 岩手県立盛岡みたけ支援学校青山校舎
- 岩手県警察学校

### 公園・緑地
- 岩手県営運動公園(交通公園)
- 青山児童公園
- 平和台東幼児公園
- 青二幼児公園
- 姫ケ丘児童公園
- 三角公園
- パンダ公園

### 書籍
- 「角川日本地名大辞典」編纂委員会 編『角川日本地名大辞典 3 岩手県』角川書店、1985年。ISBN 4-04-001030-2。